# Wichelroede

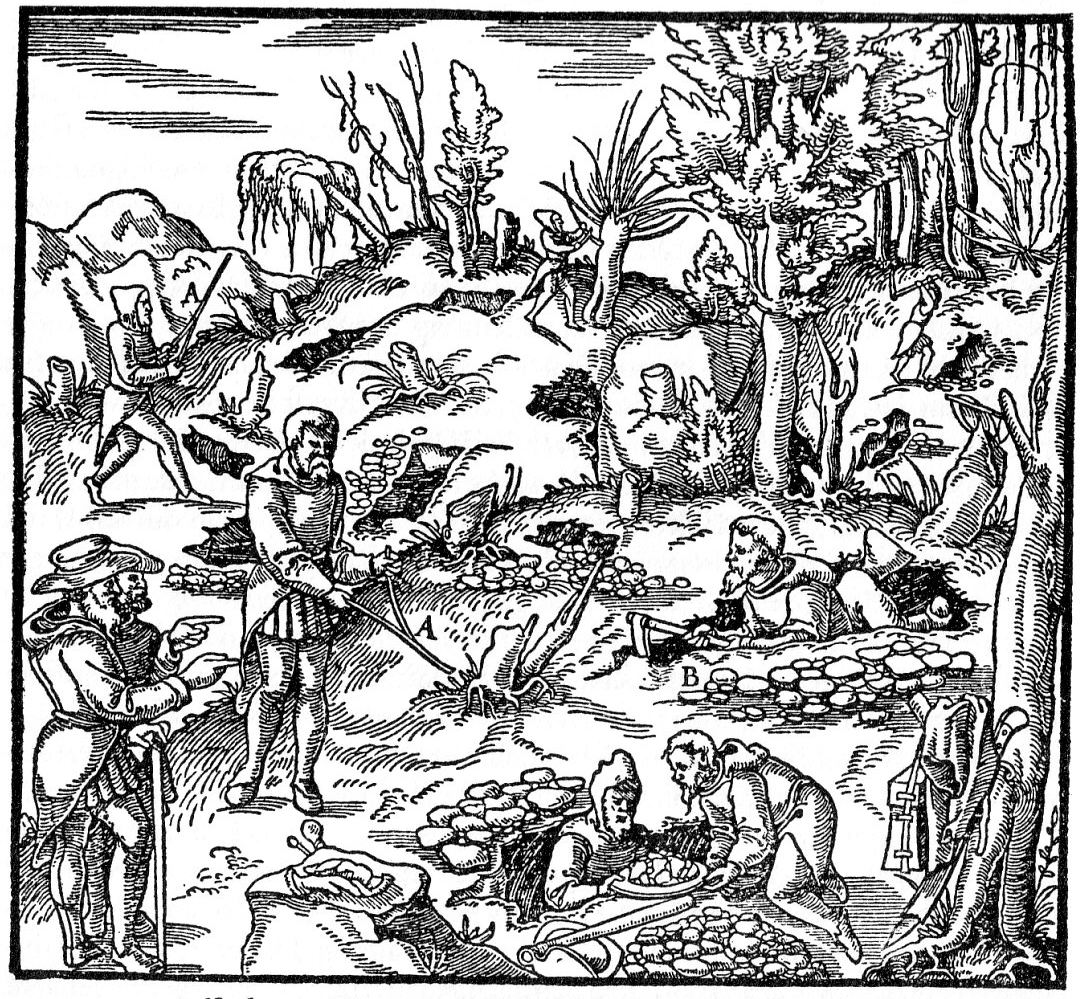
Het gebruik van de wichelroede, Bazel, 1556

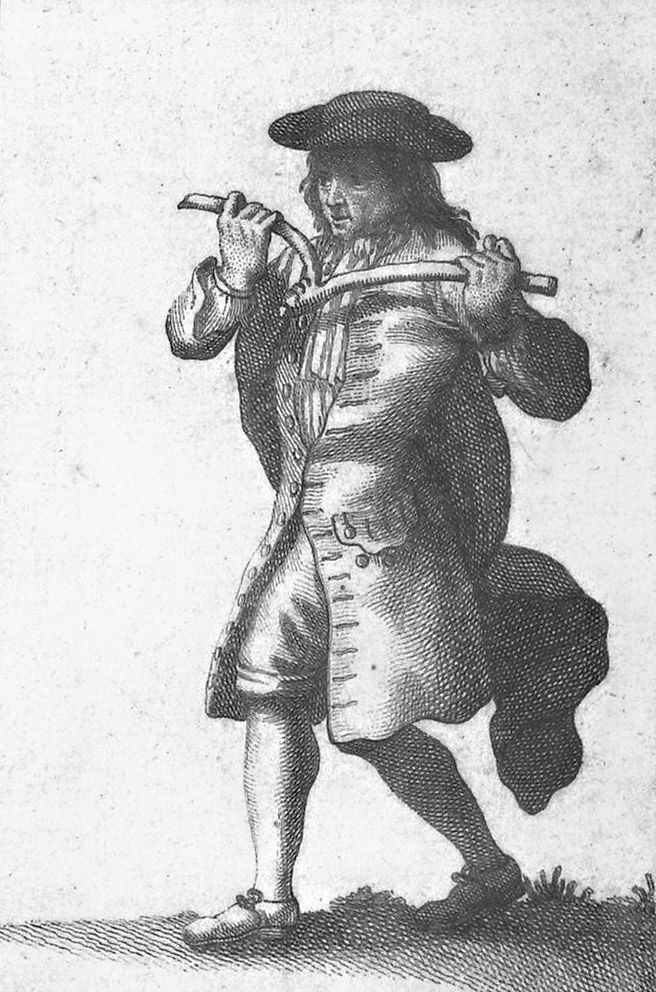
Een wichelroedeloper uit een 18e-eeuws boek over bijgeloof

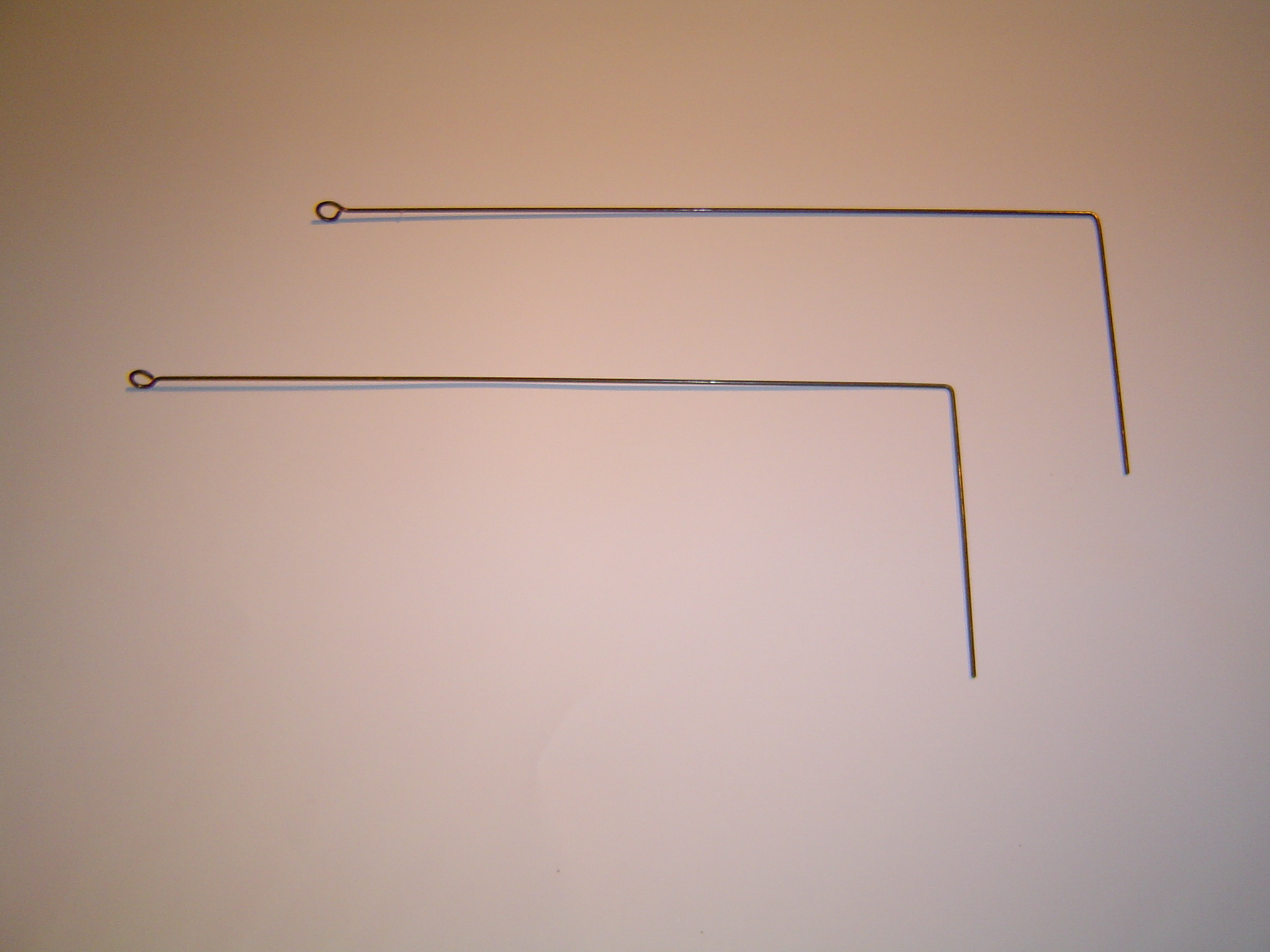
Allemans wichelroede

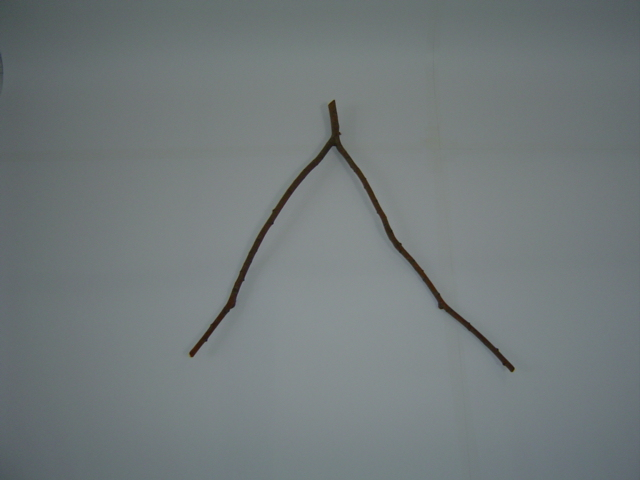
Houten wichelroede

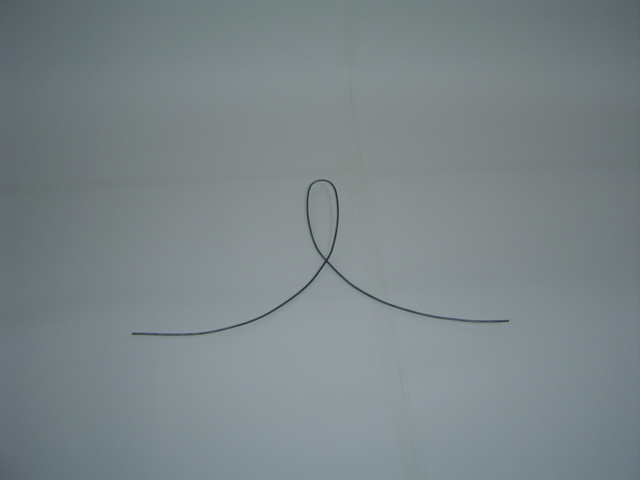
Wichelroede van ijzerdraad

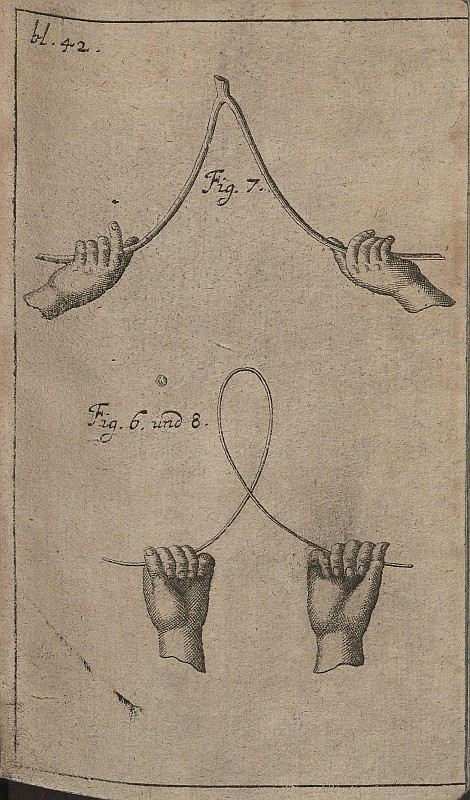
Afbeelding uit 1700

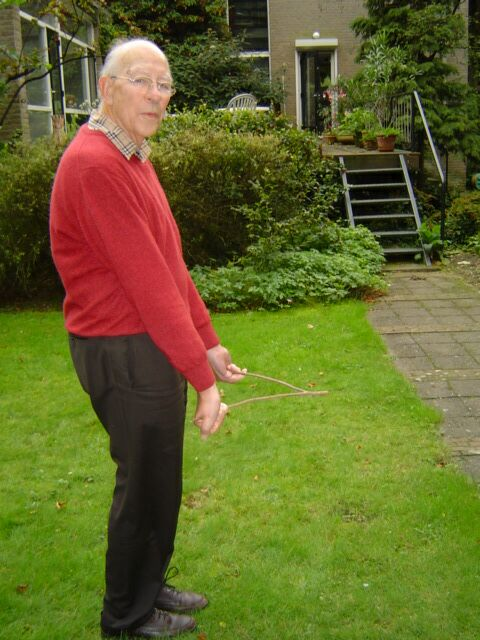
Een wichelroedeloper

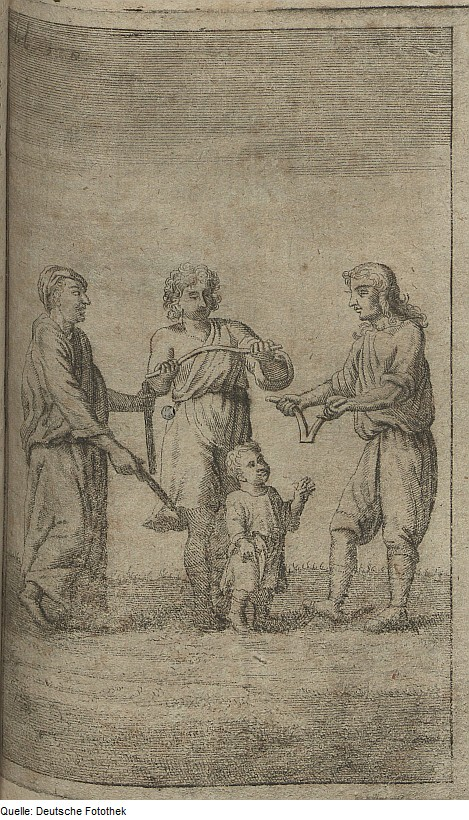
Afbeelding uit 1700

Een wichelroede is een instrument dat bij wichelroedelopen wordt gebruikt. Daarbij wordt gewoonlijk een Y- of L-vormige tak gehanteerd, al zijn er ook wichelroedelopers die het zonder doen. Het wichelroedelopen (ook wel rabdomantie genoemd) is een praktijk die pretendeert verborgen waterbronnen, metalen, edelstenen of andere objecten in de bodem te kunnen opsporen, alsook wat als aardstralen wordt aangeduid.
Er werd uitgebreid onderzoek gedaan naar de effectiviteit van het wichelroedelopen. Hieruit blijkt het wichelen niet te werken: de kans dat professionele wichellopers water vinden is niet hoger dan die van een normaal individu dat puur willekeurig een locatie aanduidt.

## Geschiedenis

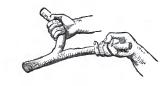
Een wichelroede, 1868

In de 13e eeuw wordt de wichelroede al genoemd. Wichelroeden zijn in de eeuwen daarna vooral gebruikt voor het bepalen van de wil van de goden, het voorspellen van de toekomst (wichelarij), het aanwijzen van schuldigen bij rechtszaken enzovoorts. In de middeleeuwen wordt de wichelroede geassocieerd met de duivel, hoewel veel priesters er gebruik van maakten.
In de vijftiende eeuw duikt het gebruik van de gevorkte stok voor het vinden van erts voor het eerst op onder mijnwerkers uit het Duitse Harzgebied. In de volgende eeuw vinden veel van deze mijnwerkers werk in Engeland en nemen ze de wichelroede mee. Duitse wichelroedelopers werden ook in Cornwall uitgenodigd om (tin)mijnen te zoeken. Saksische mijngereedschappen (tussen 1664 en 1749) tonen gravures van figuren die wichelroeden en pendels gebruiken. Het zijn de Engelsen geweest die de wichelroede vooral zijn gaan gebruiken voor het vinden van water in plaats van erts.
In 1659 wordt het gebruik van de wichelroede door de jezuïet Gaspar Schott aangemerkt als satanisch. In 1701 verwerpt de inquisitie het gebruik van de wichelroede bij rechtszaken. Tegen het einde van de achttiende eeuw, de tijd van de Verlichting, wordt de wichelroede als een gewoon instrument beschouwd en niet langer als werk van de duivel.
Er wordt vooral naar water en ertsen gezocht met een wichelroede, maar volgens de beoefenaars kunnen er ook leylijnen mee gevonden worden. In Duitsland en omringende landen worden wichelroeden ook gebruikt voor het opsporen van aardstralen.
Ook wordt de wichelroede door sommige alternatieve genezers gebruikt. Daarbij wordt uitgegaan van de aanwezigheid van stoorvelden in een huis als oorzaak van ziekten. In dat opzicht is het gebruik te vergelijken met het Chinese Feng Shui. Met de wichelroede worden deze stoorvelden opgezocht teneinde deze te ontstoren, waarmee de ziekmakende invloed zou zijn weggenomen. Ook kan de wichelaar adviseren meubilair zoals het bed te verplaatsen zodat geen hinder van de aanwezige stoorvelden meer wordt ondervonden.

## Etymologie
Het woord wichelen betekende oorspronkelijk voorspellen, waarzeggen en ook wel toveren; het is tevens verbonden met het woord wicca. Het woord roede kan verwijzen naar een bundel twijgen of, zoals in dit geval, naar een stok.
Wichelen is geattesteerd in 1414 en behoorde tot het register van de sacrale taal. Michiel de Vaan herleidt het woord tot een wortel als w(e)ik- of w(e)ig-. De  oudere woordvorming is niet volkomen duidelijk, maar is mogelijk verbonden met het Proto-Germaanse wīha- (heilig; heiligdom’), dat gebaseerd is op de Indo-Europese vorm weik-, wik-. Volgens De Vaan hebben de met weihan verbonden vormen de oude betekenis wijden behouden, terwijl de vormen wikk- en wīg- in alle Germaanse talen verschoven zijn naar voorspellen en waarzeggen. Deze scheidslijn zou dan licht werpen op de beoefening van Germaanse religies. Hierbij wijst De Vaan op een verband met het Latijnse woord victima: offerdier of slachtoffer.
Het woord wichelroede is in het Nederlands veel recenter dan wichelen. De oudst bekende vermelding is door Dirck Pietersz. Pers die het in 1644 gebruikt in Cesare Ripa's Iconologia of Uytbeeldinghen des Verstants, waar hij een onder het opschrift Augurio. Voorsegginge, Wicchelerye, nae de Gedenck-penningh van den Keyser Adrianus een zinnebeeld van de voorspeller toont. Merk op, dat ook aan de vlucht van vogels een voorspellende waarde toegekend werd.
Een Man, die over einde staet, en nae een Vogel siet, die in de locht vlieght, houdende in d'eene hand een Wicchel-roede. Waer van Gellius seyt: De Lituus is een korte roede, maer aen 't einde, waer zy dickst is, isse gekromt, en die gebruycken de Wicchelaers. En door dese gaven de Wicchelaers, al sittende, de tijden te kennen door 't gevogelte, waer van Cicero in 't eerste boeck van de Voorsegginge gewagh maeckt. Wat is uwe Wicchelroede, die een heerlijck wapen is van Voorsegginge? waer toe is dieselve u overgelevert? Hier door heeft Romulus de Godsdiensten bestiert, als wanneer hy de Stad bouwde.

De Vogel, die by nachte door de locht vlieght, daer van hebben de Wicchelaers, als mede 't ampt van het Wicchelaerschap, by den Romeinen, haere naemen gekregen, als mede van de bewegingen der Vogelen, sulx datse op den sangh en 't drayen in 't vliegen, acht naemen, wanneerse op die en dees maniere vlogen. En die tot dit Priesterschap wierden verkoren, waren gewoon te wicken en voorseggen, te weten aen die geene die voorbereydinge maeckten, om een gemeene saecke te bedienen, of die uyter stad wilden reysen, of die een Overigheyts ampt, waer roe zy waeren verkoren, wel en oprechtelijck wilden bedienen.

## Soorten wichelroeden
Wichelroeden worden gemaakt van verschillende materialen. Meestal wordt er koper of een kunststof gebruikt. Vroeger werd er veel gebruikgemaakt van een bepaald soort hout.
Er bestaan vele vormen wichelroeden, maar de meest voorkomende zijn de L-vormige en de Y-vormige.
- De L-vormige: dit zijn twee staafjes metaal die in een rechte hoek zijn omgebogen. Het ene deel van het staafje is ongeveer tien centimeter lang en het andere deel is meestal dertig tot veertig centimeter. Ze worden aan het kortste eind vastgehouden en de ruimte tussen de handen is ongeveer 30 à 40 centimeter. De wichelroedeloper moet de lange einden horizontaal voor zich uit houden en de korte einden moet hij zodanig vasthouden dat de staafjes gemakkelijk in zijn vuisten kunnen draaien. Om de staafjes tijdens het lopen toch enigszins stabiel te kunnen houden, kan hij de horizontale uiteinden het beste wat naar beneden laten neigen. Bij het lopen moet de loper naar de uiteinden van de staafjes kijken (dit doet hij al vanzelf om het evenwicht van de staafjes te bewaren). Opeens kruisen de staafjes elkaar, of soms gaan ze ook wijd. Dit is dan de plek waarnaar gezocht wordt.
- De Y-vormige: deze wichelroede (ook wel Y-roede genoemd) bestaat uit één geheel dat de wichelroedeloper in beide handen vasthoudt. Ook deze houdt hij horizontaal met de punt of de krul naar voren. Door de twee uiteinden vast te houden met de duimen naar buiten en hier een spanning op te houden, kan hij ermee werken. Hij houdt hem in de palm van zijn hand in evenwicht. Dit is ook wel de klassieke gevorkte tak. Tijdens het lopen kijkt de loper naar de punt. Opeens wil de punt naar beneden of naar boven en is de roede zelfs moeilijk tegen te houden. De automatische reactie wanneer dit gebeurt, is om de handen samen te knijpen. De bast van een houten wichelroede kan dan weleens in de handen achterblijven.

De meest gebruikte wichelroede is de L-vormige, die ook wel allemanswichelroede genoemd wordt. Sommige wichelroeden hebben een opening waarin een voorbeeld gestopt kan worden van hetgeen men zoekt, zoals een stukje goud. Soms wordt dit op een andere manier bevestigd op de wichelroede.
Naast de bekende wichelroeden bestaat ook de bobber, gemaakt van een flexibele tak of draad. De bobber is tussen de 40 en 90 centimeter lang en heeft een draadspoel en een verzwaarde punt. De bobber moet in een hoek van 45° naar beneden wijzen.
Hazelaarstakken (in het Frans baguettes divinatoires, divinatiestokjes) waren volgens de verhalen effectiever als ze waren gesneden op een moment dat de goden gunstig gestemd waren. Hiervoor werden horoscopen getrokken.
Naast de wichelroede bestaan er ook pendels, lecherantennes en biotensors of biosensors, welke een soortgelijke werking zouden hebben. Er zijn ook variaties op de wichelroede, zoals een metalen staaf met drie gewichten eraan (een in het midden en twee aan de einden), die gaat ronddraaien bij een positieve indicatie.

## De verhoopte werking
Er zijn wichelroedelopers die geloven dat er een wisselwerking is tussen de wichelroedeloper en zijn buitenwereld, bijvoorbeeld door onbewust waarnemen van elektriciteit, magnetisme of tellurische stroom, of dat de loper anderszins paranormale gaven heeft.
Behalve het fysieke verklaringsmodel, waarbij de 'oorzaak' van het bewegen van de wichelroede in 'beïnvloeding' door externe factoren zoals stralen wordt gezocht, wordt door een aantal beoefenaars de verklaring eerder gezocht in een sturing van bewegingen vanuit het onbewuste in de zin die Carl Gustav Jung bedoelde met zijn theorie van de synchroniciteit.
In een artikel in Nature (1986) stond de wichelroede bij de zaken die eerst als paranormaal werden beschouwd, maar waarvoor we nu een wetenschappelijke verklaring hebben. Met name bij wichelroedelopen kan een verklaring gegeven worden door de informatie die we verkrijgen uit waarneming, door de verwachting waarbij de wichelroede onbewust het experiment beïnvloedt, en door kansberekening.

### Ideomotorisch effect
Sceptici en enige gebruikers van wichelroeden geloven dat deze alleen maar kleine bewegingen van de handen versterkt, aangezien de wichelroede geen eigen kracht heeft. Die versterking zou voortkomen uit een fenomeen dat bekendstaat als het ideomotorisch effect Onbewust beïnvloedt ons lichaam de roede. Een ander voorbeeld van ideomotorische bewegingen zijn de onbewuste bewegingen van de gezichtsspieren.
Wichelroeden hebben alle één overeenkomst: Het zijn instabiele constructies, die door het minste of geringste zullen bewegen. Zowel bij de L-vormige als bij de Y-vormige wichelroeden is dit een door de wichelroedeloper niet opgemerkte (onbewuste) draaiing van de onderarmen. Voor de wichelaar lijkt het alsof de wichelroede bewogen wordt door een externe kracht, maar het is de wichelaar zelf die onbewust de wichelroede laat bewegen. In sommige gevallen pikken wichelroedelopers onbewust aanwijzingen op waar het gezochte zich bevindt. Uit experimenten blijkt dat de beweging van de wichelroede enkel en alleen van de verwachting van de wichelaar afhangt – als deze denkt dat er iets is dat de wichelroede uit laat slaan, dan slaat deze ook uit. Of er werkelijk iets is, blijkt niet ter zake te doen. Wel zouden wichelroedelopers gevoeliger kunnen zijn dan andere mensen voor kleine, bijna onzichtbare aanwijzingen uit de omgeving of de lichaamstaal van aanwezige personen, wat mede een verklaring is voor schijnbare successen. De successen zijn slechts schijn, omdat de wichelroede in dergelijke gevallen feitelijk achterwege gelaten zou kunnen worden. De wichelroedelopers letten gewoon beter op hun omgeving dan andere mensen. In India bijvoorbeeld kent men waterzoekers die wichelen met de blote hand.
Dit zou betekenen dat de wichelroede alleen maar de onbewuste kennis of waarneming van de wichelroedeloper toegankelijk maakt. Het ideomotorisch effect is een aantoonbaar en goed onderzocht fenomeen, dat het wichelroedelopen (en het falen ervan onder gecontroleerde omstandigheden) volledig verklaart. Uit onderzoeken blijkt onder andere dat de wichelroede uitslaat wanneer mensen verteld wordt dat er zich een waterleiding onder de grond bevindt terwijl dit niet zo is. De wichelroede slaat niet uit als er wel leidingen onder de grond zitten en de wichelroedeloper dit absoluut niet weet.
Het ideomotorisch effect is een bijzonder sterk misleidend effect. Naar de ervaring van James Randi twijfelde geen enkele van de honderden wichelaars die hij getest heeft, aan de echtheid van het wichelroedelopen, zelfs nadat ze in een test volledig hadden gefaald. De meeste wichelroedelopers zijn er dan ook geheel oprecht van overtuigd dat hun wichelroede werkelijk door factoren van buitenaf beïnvloed wordt.

### Kansberekening
Het vinden van water met de wichelroede is geen speciale prestatie. Geologisch onderzoek heeft aangetoond dat water onder 80 tot 90% van het aardoppervlak zit. Het vinden van plekken waar zich geen water bevindt zou een grotere prestatie zijn.

## Uitgevoerde testen
Uit gecontroleerde dubbelblinde experimenten (dat wil zeggen dat zowel de persoon met de wichelroede als de persoon die de test afneemt, niet weet waar het doel is en dat dit ook niet anders waar te nemen is) lijkt naar voren te komen dat mensen die menen succes te hebben in het veld, onder gecontroleerde omstandigheden geen betere resultaten halen dan verwacht kan worden met kansberekening.
Een onderzoek uit 1948 bij 58 wichelroedelopers die in Nieuw-Zeeland naar water zochten, gaf aan dat geen van hen betere resultaten behaalde dan volgens pure kans verwacht kon worden.
In München selecteerden Hans-Dieter Betz en andere wetenschappers eind jaren tachtig de beste 43 wichelroedelopers uit een groep van 500. In de test werd water door een pijp gepompt op de vloer van een schuur van twee verdiepingen. Voor elke test werd de pijp haaks op de waterstroom gedraaid; de wichelroedelopers kregen de opdracht om aan te geven in welke richting de pijp lag. Gedurende 1987 en 1988 deden de onderzoekers 843 testen met deze op succes geselecteerde kandidaten, en ten minste 37 van hen toonden geen vaardigheid bij het bepalen van de richting. De overgebleven zes presteerden wel beter dan de kansscore, wat volgens de onderzoekers tot de conclusie leidt dat er wel iets achter wichelroedelopen zit.
Vijf jaar na de publicatie van de resultaten in München gaven een professor in de fysiologie en een vooraanstaand scepticus aan dat bij analyse van de kansscore bij een grotere groep kandidaten er een statistische fluctuatie verwacht kan worden, en dat de resultaten uit München niet significant waren. Zij vonden de experimenten juist 'het meest overtuigende bewijsmateriaal dat wichelroedelopers niet kunnen doen wat ze beweren.' Ze noemden de testen uit München "speciaal, onconventioneel en aangepast aan de situatie" en vervingen die door "meer gebruikelijke analyses". Klaarblijkelijk haalde slechts een van de wichelroedelopers betere resultaten dan men zou krijgen door consequent te gokken dat de pijp in het midden lag. Deze deed het gemiddeld 4 millimeter beter dan de gok op het midden, op een bereik van 10 meter, dus 0,04% beter. De auteurs van de test uit München antwoordden: "Op welke gronden kan Enright tot een geheel verschillende conclusie komen? Kennelijk is hun data-analyse te grof en zelfs ontoelaatbaar". De bevindingen van het onderzoek in München werden ook bevestigd in een publicatie van dr. S. Ertel, een Duitse psycholoog, die ook al tussenbeide was gekomen in een controverse over het "Marseffect", maar Enright bleef bij zijn standpunt.
In 2004 werd in Kassel (Duitsland) een onderzoek gedaan door onderzoekers van paranormale verschijnselen van de Gesellschaft zur wissenschaftlichen Untersuchung von Parawissenschaften (GWUP). In drie dagen werd 30 wichelroedelopers gevraagd om van op 50 cm diepte begraven waterbuizen aan te geven waar er water stroomt en in welke richting. De stroomrichting kon via kranen beïnvloed worden. Alle wichelroedelopers hadden een verklaring ondertekend dat ze het eens waren met de proefopzet en dat het een eerlijke test van hun vermogens was en dat ze een 100% resultaat verwachtten. De resultaten waren niet hoger dan de verwachte waarde.
Sommige onderzoekers hebben onderzocht of er fysieke verklaringen zijn voor het vermeende succes van wichelroeden. Een onderzoek concludeerde dat wichelroedelopers gevoelig zijn voor een elektromagnetisch veld van 60 hertz en dat deze gevoeligheid niet optreedt als de nieren of het hoofd afgeschermd worden.

#### Leylijnen en aardstralen
Het bestaan van leylijnen en aardstralen is niet wetenschappelijk aangetoond.